# 熊穎詩
熊穎詩（英語：Mizuni Hung，1984年7月19日—），香港女藝人，2009年香港小姐競選季军，卸任後離開TVB。

## 簡歷
熊穎詩1984年出生於英屬香港，4-5歲時隨家人移居加拿大。入行前爲市場助理，2009年參加香港小姐競選，參選編號為8號，最終獲得季军及「時尚目光獎」，同年9月初签約無綫電視，成為旗下經理人合約女藝員，一年後約滿離開公司。

## 電視節目

### 2009年
- 7月11日：《當香港小姐遇上香港先生》
- 7月18日、8月8日：《美麗告白》
- 8月15日：《美麗體驗北海道》
- 9月21日、9月22日：《My Name Is 邦》

### 2010年
- 1月2日：《愛情研究院》
- 5月27日：《今日VIP》

## 獎項
| 年份   | 獎項                            | 結果 |
| 2009年 | 2009香港小姐競選 季軍           | 獲獎 |
| 2009年 | 2009年度香港小姐競選 時尚目光獎 | 獲獎 |